# Anatolij Samocvetov
Anatolij Vasil'evič Samocvetov (in russo Анатолий Васильевич Самоцветов?; Irkutsk, 27 novembre 1932 – 17 agosto 2014) è stato un martellista sovietico.

## Palmarès
| Anno | Manifestazione  | Sede      | Evento              | Risultato | Prestazione | Note |
| ---- | --------------- | --------- | ------------------- | --------- | ----------- | ---- |
| 1956 | Giochi olimpici | Melbourne | Lancio del martello | Bronzo    | 62,56 m     |      |
| 1959 | Universiadi     | Torino    | Lancio del martello | Argento   | 63,61 m     |      |
| 1960 | Giochi olimpici | Roma      | Lancio del martello | 7º        | 63,60 m     |      |